# Камплон
Камплон (фр. Camplong) је насеље и општина у јужној Француској у региону Лангдок-Русијон, у департману Еро која припада префектури Безје.
По подацима из 2011. године у општини је живело 244 становника, а густина насељености је износила 18,42 становника/km². Општина се простире на површини од 13,25 km². Налази се на средњој надморској висини од 247 метара (максималној 882 m, а минималној 264 m).

## Демографија
| 1962. | 1968. | 1975. | 1982. | 1990. | 1999. | 2011. |
| ----- | ----- | ----- | ----- | ----- | ----- | ----- |
| 182   | 348   | 305   | 251   | 241   | 187   | 244   |

График промене броја становника у току последњих година